# Lijst van cultureel erfgoed in Šaca
Dit is een lijst van cultureel erfgoed in Košice, in het stadsdeel Šaca (okres Košice II).
Deze lijst is gebaseerd op de opsomming die gepubliceerd werd op de website van het Bureau voor monumenten van de Slowaakse Republiek (PÚSR).
- Šaca
- Košice (stad in Slowakije)

## Cultureel erfgoed
| Afbeelding                   | Adres & coördinaten                | Object                                                                | Lokale benaming                             |
| ---------------------------- | ---------------------------------- | --------------------------------------------------------------------- | ------------------------------------------- |
| Geen afbeelding beschikbaar. | Kaštieľna ulica 21, Šaca. Locatie. | Watermolen. ID 803-3669/0.                                            | Slávikov mlyn vodný.                        |
|                              | Ku mlynu 3, Šaca. Locatie.         | Alleenstaand Buzinka-kasteel in classicistische stijl. ID 803-4128/0. | Kaštieľ Buzinka, Zichyho kaštiel', solitér. |
|                              | Kvetná ul. 651, Šaca. Locatie.     | Rooms-katholieke kerk van Maria-Tenhemelopneming. ID 803-4129/0.      | Kostol Nanebovzatia P.M.                    |
|                              | Šemšianská ulica, Šaca. Locatie.   | Alleenstaand Semsey-landhuis in rococo-stijl. ID 803-4127/0.          | Kaštieľ Semseyovcov, solitér.               |